# Giro d'Italia 2015
Giro d'Italia 2015 byl 98. ročníkem tohoto závodu. Odstartoval 9. května a kromě krátké epizody ve Švýcarsku se závod odehrál kompletně na území Itálie. Skončil 31. května tradičním dojezdem do Milána.

## Trať
Celkem je naplánováno 21 etap s celkovou délkou 3 481,8 kilometrů.
| Etapa | Datum      | Trasa                                         | Délka     | Typ       | Typ                  | Vítěz                  |           |
| ----- | ---------- | --------------------------------------------- | --------- | --------- | -------------------- | ---------------------- | --------- |
| 1     | 9. května  | San Lorenzo al Mare – Sanremo                 | 17,6 km   |           | Týmová časovka       | Orica-GreenEDGE        |           |
| 2     | 10. května | Albenga – Janov                               | 173 km    |           | Rovinatá etapa       | Elia Viviani (ITA)     |           |
| 3     | 11. května | Rapallo – Sestri Levante                      | 136 km    |           | Kopcovitá etapa      | Michael Matthews (AUS) |           |
| 4     | 12. května | Chiavari – La Spezia                          | 150 km    |           | Kopcovitá etapa      | Davide Formolo (ITA)   |           |
| 5     | 13. května | La Spezia – Abetone                           | 152 km    |           | Kopcovitá etapa      | Jan Polanc (SLO)       |           |
| 6     | 14. května | Montecatini Terme – Castiglione della Pescaia | 181 km    |           | Rovinatá etapa       | André Greipel (GER)    |           |
| 7     | 15. května | Grosseto – Fiuggi                             | 263 km    |           | Rovinatá etapa       | Diego Ulissi (ITA)     |           |
| 8     | 16. května | Fiuggi – Campitello Matese                    | 188 km    |           | Horská etapa         | Beñat Intxausti (ESP)  |           |
| 9     | 17. května | Benevento – San Giorgio del Sannio            | 212 km    |           | Kopcovitá etapa      | Paolo Tiralongo (ITA)  |           |
|       | 18. května | Volný den                                     | Volný den | Volný den | Volný den            | Volný den              | Volný den |
| 10    | 19. května | Civitanova Marche – Forlì                     | 195 km    |           | Rovinatá etapa       | Nicola Boem (ITA)      |           |
| 11    | 20. května | Forlì – Imola (Autodromo Enzo e Dino Ferrari) | 147 km    |           | Kopcovitá etapa      | Ilnur Zakarin (RUS)    |           |
| 12    | 21. května | Imola – Vincenza (Monte Berico)               | 190 km    |           | Kopcovitá etapa      | Philippe Gilbert (BEL) |           |
| 13    | 22. května | Montecchio Maggiore – Jesolo                  | 153 km    |           | Rovinatá etapa       | Sacha Modolo (ITA)     |           |
| 14    | 23. května | Treviso – Valdobbiadene                       | 59,2 km   |           | Individuální časovka | Vasil Kiryienka (BLR)  |           |
| 15    | 24. května | Marostica – Madonna di Campiglio              | 165 km    |           | Horská etapa         | Mikel Landa (ESP)      |           |
|       | 25. května | Volný den                                     | Volný den | Volný den | Volný den            | Volný den              | Volný den |
| 16    | 26. května | Pinzolo – Aprica                              | 175 km    |           | Horská etapa         | Mikel Landa (ESP)      |           |
| 17    | 27. května | Tirano – Lugano                               | 136 km    |           | Rovinatá etapa       | Sacha Modolo (ITA)     |           |
| 18    | 28. května | Melide – Verbania                             | 172 km    |           | Kopcovitá etapa      | Philippe Gilbert (BEL) |           |
| 19    | 29. května | Gravellona Toce – Breuil-Cervinia             | 236 km    |           | Horská etapa         | Fabio Aru (ITA)        |           |
| 20    | 30. května | Saint-Vincent – Sestriere                     | 196 km    |           | Horská etapa         | Fabio Aru (ITA)        |           |
| 21    | 31. května | Turín – Milán                                 | 185 km    |           | Rovinatá etapa       | Iljo Keisse (BEL)      |           |

### Nejvyšší kopce závodu
| Etapa    | Kopec                             | Vzdálenost od startu | Vzdálenost do cíle | Výška  | Kategorie  | První na vrcholu |
| -------- | --------------------------------- | -------------------- | ------------------ | ------ | ---------- | ---------------- |
| Etapa 5  | Abetone                           | Cíl etapy            | Cíl etapy          | 1386 m | 2          |                  |
| Etapa 8  | Forca d'acero                     | 80.9 km              | 107.1 km           | 1530 m | 2          |                  |
| Etapa 8  | Campitello Matese                 | Cíl etapy            | Cíl etapy          | 1430 m | 1          |                  |
| Etapa 9  | Monte Terminio                    | 95.5 km              | 116.5 km           | 1240 m | 2          |                  |
| Etapa 9  | Colle Molella                     | 95.5 km              | 116.5 km           | 1240 m | 1          |                  |
| Etapa 15 | La Fricca                         | 60.2 km              | 104.8 km           | 1096 m | 2          |                  |
| Etapa 15 | Passo Daone                       | 134.1 km             | 30.9 km            | 1291 m | 1          |                  |
| Etapa 15 | Madonna di Campiglio              | Cíl etapy            | Cíl etapy          | 1715 m | 1          |                  |
| Etapa 16 | Campo Carlo Magno                 | 13.2 km              | 161.8 km           | 1681 m | 2          |                  |
| Etapa 16 | Passo del Tonale                  | 55.3 km              | 119.7 km           | 1882 m | 2          |                  |
| Etapa 16 | Aprica                            | 102.4 km             | 72.6 km            | 1173 m | 3          |                  |
| Etapa 16 | Passo del Mortirolo               | 140.1 km             | 34.9 km            | 1854 m | 1          |                  |
| Etapa 16 | Aprica                            | Cíl etapy            | Cíl etapy          | 1173 m | 3          |                  |
| Etapa 18 | Monte Ologno                      | 147.1 km             | 24.9 km            | 1234 m | 1          |                  |
| Etapa 19 | Saint-Barthélemy                  | 170.1 km             | 65.9 km            | 1627 m | 1          |                  |
| Etapa 19 | Col Saint-Pantaléon               | 208.2 km             | 27.8 km            | 1664 m | 1          |                  |
| Etapa 19 | Breuil-Cervinia                   | Cíl etapy            | Cíl etapy          | 2001 m | 1          |                  |
| Etapa 20 | Colle delle Finestre (Cima Coppi) | 168.4 km             | 27.6 km            | 2178 m | Cima Coppi |                  |
| Etapa 20 | Sestriere                         | Cíl etapy            | Cíl etapy          | 2035 m | 3          |                  |